# Даннинг Лингард, Элис
Элис Даннинг Лингард (англ. Alice Dunning Lingard; 29 июля 1847 — 25 июня 1897) — британская актриса, выступавшая в Англии и Соединённых Штатах. Была женой мима и комика Уильяма Лингарда.

## Биография
Родилась в Лондоне 29 июля 1847 года. Дебютировала на театральной сцене в Grecian Theatre. В 1866 году вышла замуж за Уильяма Лингарда. В 1868 году впервые отправилась на в Соединённые Штаты вместе со своей сестрой Харриет (Дики). Сценический дебют Элис в Америке состоялся 11 августа того же года, когда она сыграла «Белую вдову» в постановке Мистер и Миссис Питер Уайт (англ.  Mr. and Mrs. Peter White). В дальнейшем она регулярно гастролировала в США, Австралии и Новой Зеландии.
Скончалась 25 июня 1897 года в возрасте 49 лет. Была похоронена на Бромптонском кладбище в Лондоне.